# Bill Goldberg
William Scott Goldberg (ur. 27 grudnia 1966 w Tulsie w stanie Oklahoma) – amerykański wrestler, aktor, były gracz futbolu amerykańskiego oraz były komentator mieszanych sztuk walki. Obecnie występuje w federacji WWE w brandzie Smackdown pod pseudonimem ringowym Goldberg.
Uznawany za jednego z najpopularniejszych wrestlerów późniejszych lat 90., Goldberg był główną gwiazdą federacji World Championship Wrestling (WCW), która wtedy rywalizowała z World Wrestling Federation (WWF, obecne WWE) podczas tzw. Monday Night Wars. Goldberg występował w WCW od 1997 do 2001, gdzie zaczął być znany z nieprzerwanego pasma zwycięstw prowadzonego w 1997 i 1998. Stał się dwukrotnym posiadaczem WCW United States Championship, jednokrotnym WCW World Heavyweight Championem, a także jednokrotnym WCW World Tag Team Championem (z Bretem Hartem). Ze względu na zdobyte mistrzostwa, Goldberg jest piątym WCW Triple Crown Championem. Po zamknięciu WCW w 2001, Goldberg walczył dla All Japan Pro Wrestling (AJPW) od 2002 do 2003, po czym na rok przyłączył się do WWE, w którym raz zdobył World Heavyweight Championship. Goldberg występował w wielu walkach wieczoru WCW, między innymi Starrcade 1998 i 1999. Powrócił do WWE w 2016, gdzie w walce wieczoru gali Survivor Series pokonał Brocka Lesnara w półtorej minuty. W 2017 zdobył WWE Universal Championship, który był jego trzecim światowym mistrzostwem w dorobku.
27 lutego 2020 roku na gali WWE Super Showdown pokonał 'The Fiend' Braya Wyatta i zdobył mistrzostwo WWE Universal.
Zanim został profesjonalnym wrestlerem, Goldberg był graczem w futbolu amerykańskim. Po pierwszym przejściu na emeryturę w 2004 pracował jako komentator w mieszanych sztukach walki w promocji EliteXC. Był prowadzącym 26 odcinków Garage Mahal emitowanym na DIY Network.

## Wczesne życie
Goldberg urodził się i dorastał w Tulsie w Oklahomie, w którym obchodził uroczystość tzw. Bar micwa, a także ukończył szkołę Tulsa Edison High School. W wieku 16. lat pracował jako ochroniarz. Matka Goldberga jest skrzypaczką, zaś jego ojciec był ginekologiem. Po rozwodzie rodziców, ojciec zmarł pod koniec 2006. Jego brat, Michael, jest właścicielem klubu muzycznego w Aspen w Kolorado.
Goldberg jest dumny z bycia Żydem i odmawiał ukrywania tego w świecie wrestlingu; między innymi odmówił walki podczas święta Jom Kipur. Jego pradziadek wyemigrował z Bukaresztu, zaś drugi pradziadek ma rosyjskie korzenie.

## Kariera futbolisty
Goldberg uzyskał stypendium i postanowił grać dla Georgia Bulldogs na linii obrony. Podczas draftu z 1990 został przejęty przez Los Angeles Rams w jedenastej rundzie jako 302. Grał również dla Sacramento Gold Miners i Atlanta Falcons w sezonach 1992, 1993 i 1994. Po opuszczeniu Falcons, sezon z 1995 spędził w Carolina Panthers, lecz ani razu nie uczestniczył w meczu. Był pierwszym graczem, który został odłączony od Panthers.
Kariera Goldberga w NFL zakończyła się, gdy zawodnik rozerwał mięsień przy dolnej części brzucha. Miał nadzieję na powrót do ligi po rehabilitacji, lecz nie był uznawany za ważniejszego gracza przez żaden zespół. Goldberg twierdzi, że mimo iż spełnił marzenie i zagrał w NFL, to jego kariera przebiegła bardzo przeciętnie.

## Kariera profesjonalnego wrestlera

### World Championship Wrestling (1996–2001)

#### Treningi (1996–1997)
Podczas rehabilitacji i po zakończeniu kariery w NFL, Goldberg zaczął trenować mieszane sztuki walki oraz brać udział w trójboju siłowym. Zapoznał się z Lexem Lugerem i Stingiem, którzy zaproponowali mu, aby rozpoczął karierę w profesjonalnym wrestlingu. Pomimo że nie był fanem wrestlingu, Goldberg dał się przekonać i zaczął trenować w szkółce WCW Power Plant.
Pracując jako BIll Gold, Goldberg pojawił się pięć razy w ringu przed oficjalnym debiutem w telewizji. Pierwszy raz zawalczył w dark matchu na tygodniówce Monday Nitro z 23 czerwca 1997, gdzie pokonał Buddy’ego Lee Parkera. Podczas kolejnych walk pokonał Buddy’ego Landella (dark match z Saturday Night), Hugh Morrusa (house show), Chipa Mintona (dark match z Nitro) i Johna Betcha (house show). W jego ostatniej walce został pokonany przez Chada Fortune’a.

#### Nieprzerwane pasmo zwycięstw (1997–1998)
22 września podczas odcinka Nitro, Goldberg zadebiutował w telewizji, pokonując Hugh Morrusa. W kolejnych tygodniach staczał 1-2 minutowe walki z innymi wrestlerami. Sukcesy Goldberga szybko wywindowały go na szczyt kart walk, gdzie był promowany jedynie jako singlowy wrestler. Żółtodziób szybko zaskarbił sobie sympatię fanów jako cichy, silny oraz zwinny zawodnik. Goldberg zadebiutował na pay-per-view na gali Starrcade, gdzie pokonał Steve’a McMichaela. Rok 1998 rozpoczął od pokonania Brada Armstronga na gali SuperBrawl VIII oraz przypięcia Perry’ego Saturna na Spring Stampede. W marcu federacja skróciła jego pseudonim ringowy do nazwy „Goldberg”. W międzyczasie komentatorzy zaczęli poruszać kwestię nieprzerwanego pasma zwycięstw, gdzie zwycięstwo nad Saturnem było jego 74. w karierze. Następnej nocy na tygodniówce Nitro pokonał Ravena i zdobył od niego WCW United States Championship, które było jego pierwszym mistrzostwem w profesjonalnym wrestlingu. 22 kwietnia podczas tygodniówki Thunder skutecznie obronił pas w walce z Mikiem Enosem. Rozpoczął rywalizację z Ravenem i jego grupą The Flock, gdzie na gali Slamboree ponownie pokonał członka grupy Flock – Saturna. W czerwcu obronił pas w walce z Konnanem na gali The Great American Bash. Zaadaptował również wyrażenie (catchphrase) „Who’s next?”, które wykrzykiwał po każdym kolejnym zwycięstwie nad przeciwnikiem.
Pomimo że Goldberg dzierżył tytuł głównie dla mid-carderów, federacja postanowiła wykorzystać jego popularność i przemianować go na main eventera oraz pretendenta do WCW World Heavyweight Championship, które posiadał lider New World Order (nWo) Hollywood Hogan. 6 lipca 1998 podczas tygodniówki Nitro, na którą przyszło 40 000 widzów, Goldberg wpierw pokonał Scotta Halla, a następnie Hogana, tym samym stając się nowym posiadaczem WCW World Heavyweight Championship. Ze względu na to musiał zawiesić United States Championship. Na gali Road Wild, Goldberg wygrał Battle Royal, w którym brali udział również członkowie nWo. Rozpoczął rywalizację z Diamond Dallas Pagem, który stał się pretendentem do tytułu; pokonał go na październikowej gali Halloween Havoc. Według Goldberga był to jedna z ulubionych walk w karierze. Na grudniowej gali Starrcade, Goldberg po raz pierwszy poniósł porażkę, kiedy to po interwencji ze strony Scotta Halla przegrał z Kevinem Nashem. Rekord Goldberga wyniósł 173 zwycięstwa i 0 porażek. W ramach zemsty, Goldberg pokonał Halla w ladder taser matchu na gali Souled Out. W tym samym czasie, konkurencyjne World Wrestling Federation wprowadziło wrestlera Gillberga, który był parodią i dokładną odwrotnością charakteru Goldberga, między innymi przegrywając wszystkie pojedynki.
Rekord Goldberga był przez każdego inaczej rozumiany. Federacja zaliczała zwycięstwa mające miejsce podczas nietelewizyjnych gal typu house show, stąd prawdopodobna liczba 173 zwycięstw. Nick Schwartz z Fox Sports napisał: „Nikt nie wie jaki jest oficjalny rekord... ale generalnie akceptuje się wynik 173-0”. Były wrestler WCW Chris Jericho stwierdził: „W jednym tygodniu będzie to 42-0, a za tydzień 58-0. Chodzenie po robakach również się zalicza?”. Wrestler z WWE The Miz powiedział: „Liczba mogłaby wzrastać i wzrastać, po czym spytałbyś się: „Zaraz, jak on tak szybko zdobył te zwycięstwa?”. Wiele sugestii i niezgodności naruszyło wiarygodność pasma zwycięstw wśród fanów WCW, wskutek czego dopóki Goldberg nie przegrał, fani przynosili na arenę tabliczki z aktualnym rekordem.

#### Rywalizacje o mistrzostwa (1999–2001)

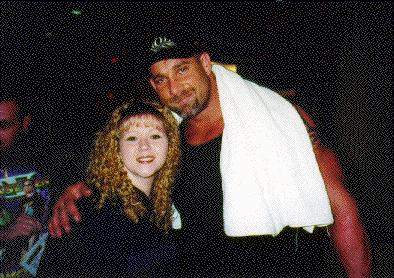
Goldberg pozujący z fanką w 1998

Na gali Spring Stampede, Goldberg pokonał Kevina Nasha. Miesiąc później na Slamboree został „kontuzjowany” przez Ricka i Scotta Steinera; federacja skorzystała z takiego scenariusza, gdyż Goldberg był obecny na planie filmu Uniwersalny żołnierz: Powrót. Powrócił dwa miesiące później i pokonał Ricka Steinera na gali Road Wild. Goldberg powrócił do rywalizacji z DDP oraz jego pomagierami, grupą The Jersey Triad; pokonał go na gali Fall Brawl. Po raz drugi zdobył United States Championship na gali Halloween Havoc pokonując Sida Viciousa. Tej samej nocy odpowiedział na otwarte wyzwanie WCW World Heavyweight Championa Stinga i pokonał go, zdobywając drugie mistrzostwo. Dzień później na odcinku Nitro, komisarz J.J. Dillon wycofał rezultat pojedynku, zawiesił główne mistrzostwo federacji, a także ogłosił 32-osobowy turniej.
Goldberg zawalczył z Bretem Hartem na tym samym Nitro, gdzie stawką był również United States Championship. Sid Vicious zainterweniował i spowodował drugą porażkę w karierze Goldberga, a także utratę tytułu; ostatecznie turniej o WCW World Heavyweight Championship wygrał Hart. Na listopadowej gali Mayhem, Goldberg pokonał Viciousa w „I Quit” matchu. Krótko po gali, Goldberg połączył siły z Hartem i wspólnie pokonali Creative Control o WCW World Tag Team Championship, które utracili tydzień później na rzecz The Outsiders (Scotta Halla i Kevina Nasha).
Na gali Starrcade, Goldberg wyzwał Harta do walki o WCW World Heavyweight Championship. Podczas walki, Goldberg wymierzył mocne kopnięcie w głowę Harta powodując wstrząśnienie mózgu i rozerwanie mięśnia karku, a także sam Hart pogłębił kontuzję głowy podczas wykonania figure-four leglocku. Walka zakończyła się, gdy sędzia specjalny Roddy Piper zadeklarował Harta jako zwycięzcę, pomimo że Goldberg nie odklepał przy wykonaniu dźwigni Sharpshooter. Hart zawiesił tytuł dobę później, lecz Goldberg został ponownie pokonany po interwencji Nasha i Halla, a także ze względu na atak kijem baseballowym przez Harta. Po walce, Hall, Nash, Hart i Jeff Jarrett zreformowali nWo.
23 grudnia 1999 podczas odcinka Thunder, Goldberg kontuzjował się podczas jednego z segmentów. Kiedy podszedł do stojącej limuzyny nWo, Goldberg zaczął uderzać gołymi rękoma w szyby pojazdu, wskutek czego stracił sporą ilość krwi. Po nagraniu segmentu został przewieziony do szpitala i ominął galę Tokyo Dome federacji New Japan Pro-Wrestling (NJPW), na której miał zawalczyć z Manabu Nakanishim. Powrócił 29 maja 2000 podczas odcinka Nitro, gdzie zainterweniował w handcap matchu pomiędzy Kevinem Nashem i Tank Abbottem z Rickiem Steinerem. Na gali The Great American Bash, Goldberg zdradził Nasha podczas jego walki z Jeffem Jarrettem i stał się antagonistą po raz pierwszy w karierze. Sprzymierzył się z grupą The New Blood. Goldberg pokonał Nasha na gali Bash at the Beach z pomocą Scotta Steinera. Na gali New Blood Rising, Nash pokonał Goldberga i Steinera w triangle matchu o miano pretendenta do WCW World Heavyweight Championship. Podczas walki, Goldberg wyszedł z ringu i odwrócił się od Vince’a Russo, tym samym wracając do roli protagonisty. Na gali Fall Brawl przegrał ze Steinerem w no disqualification matchu.
Po porażce ze Steinerem, Russo postawił Goldbergowi warunek – będzie musiał przejść na emeryturę, jeśli od zera nie zdoła pobić swojego rekordu 173 zwycięstw i 0 porażek. Goldberg pokonał KroniK (Briana Adamsa i Bryana Clarka) na gali Halloween Havoc, po czym rozpoczął rywalizację z Lexem Lugerem, którego pokonał na galach Mayhem i Starrcade. Do Lugera dołączył Buff Bagwell, przez co Goldberg rozpoczął współpracę z Dewayne’em Bruce’em, trenerem WCW Power Plant. Kolejne pasmo zwycięstw zostało przerwane na gali Sin, gdzie Goldberg i Bruce przegrali z Totally Buffed. Scenariusz zakładał przerwę Goldberga od występów i możliwość wykonania operacji ramienia, lecz w marcu 2001 federacja została sprzedana dla WWF. World Wrestling Federation nie kupiło kontraktu Goldberga, wskutek czego nie brał udziału w scenariuszu „The Invasion”. Na równi z Bretem Hartem zarabiał 2.5 miliona dolarów na rok, zaś w 2003 zarobiłby kolejne 3.5 miliona.

### All Japan Pro Wrestling (2002–2003)
Goldberg odniósł kontuzję ręki podczas edycji Toyota Pro/Celebrity Race z kwietnia 2002. W sierpniu powrócił do ringu w Japonii. Dołączył do All Japan Pro Wrestling (AJPW), w którym pokonał Satoshiego Kojimę i Taiyō Keę. Pokonał Ricka Steinera w walce dla promocji W-1, a także wraz z Keijim Mutoh pokonał KroniK. Jego sukces w Japonii doprowadził do popisania kontraktu z World Wrestling Entertainment.

### World Wrestling Entertainment (2003–2004)
Po opuszczeniu Japonii, Goldberg podpisał roczny kontrakt z World Wrestling Entertainment (WWE) w marcu 2003. Zadebiutował 31 marca podczas odcinka tygodniówki Raw (noc po WrestleManii XIX), gdzie rozpoczął rywalizację z The Rockiem. Pokonał go w debiutowej walce na gali Backlash. Przez około pół roku ponownie nie ponosił żadnej porażki, między innymi walcząc z 3-Minute Warning w handicap matchach i z Christianem w Steel Cage matchu.
W maju prowadził rywalizację z Chrisem Jericho. Podczas pierwszej edycji segmentu Highlight Reel, Jericho stwierdził, że nikt nie chciał widzieć Goldberga w WWE. 12 maja na Raw, nieznany sprawca próbował rozjechać Goldberga limuzyną; sprawcą ostatecznie okazał się Jericho. 26 maja na Raw, Goldberg był ponownie gościem Highlight Reel, podczas którego Jericho wyszedł na zazdrosnego z powodu sukcesów Goldberga w WCW, zaś on sam po dołączeniu do WWE w 1999 zdobył wszystko co chciał w swojej karierze. Na gali Bad Blood z 15 czerwca, Goldberg pokonał Jericho.
W sierpniu rozpoczął zaciętą i długą rywalizację z Triple H, wzywając go do walki o World Heavyweight Championship na gali SummerSlam. Ostatecznie odbył się drugi Elimination Chamber match w historii federacji. Po eliminacji Randy’ego Ortona, Shawna Michaelsa i Jericho, Goldberg został przypięty przez Triple H, po tym jak Ric Flair wszedł do klatki i dał mu młot. Miesiąc później na gali Unforgiven, Goldberg pokonał Triple H o World Heavyweight Championship, gdzie dodatkową stawką była jego kariera. Następnej nocy na Raw, Goldberg obronił pas w walce z Chrisem Jericho, zaś tydzień później Triple H wyznaczył za zadanie kontuzjowanie Goldberga, a nagrodą było 100 000 dolarów. Ostatecznie dokonał tego Batista, który 20 października na Raw kontuzjował kostkę u nogi Goldberga. Na listopadowej gali Survivor Series, Goldberg obronił mistrzostwo w walce z Triple H pomimo interwencji grupy Evolution. 17 listopada na Raw, kiedy to Goldberg został pokonany przez Triple H, Randy’ego Ortona i Batistę, na jego ratunek przybył Kane, który po przegonieniu Evolution wykonał mu chokeslam; atak powtórzył tydzień później. Na gali Armageddon z 14 grudnia odbył się triple threat match pomiędzy mistrzem, Triple H i Kanem. Goldberg stracił tytuł na rzecz Triple H.
Survivor Series było pierwszą galą, na której Goldberg spotkał się z WWE Championem Brockiem Lesnarem po tym jak powiedział, że nikt go nie może pokonać. Rywalizacja pogłębiła się na gali Royal Rumble, gdzie Lesnar spowodował eliminację Goldberga z Royal Rumble matchu. Pomimo bycia członkiem rosteru Raw, Goldberg pojawił się na gali brandu SmackDown No Way Out, gdzie jako fan zainterweniował w walce Lesnara z Eddiem Guerrero i spowodował jego przegraną oraz utratę tytułu. Lesnar zażądał walki z Goldbergiem na WrestleManii XX, gdzie Stone Cold Steve Austin był sędzią specjalnym. Fani wiedzieli, że będzie to ostatnia walka Lesnara i Goldberga w federacji, przez co wygwizdali i negatywnie reagowali na ich obu podczas pojedynku. Goldberg wygrał pojedynek, lecz obaj po walce otrzymali Stone Cold Stunner od Austina.

### Legends of Wrestling (2015–2016)
Goldberg powrócił do wrestlingu 7 czerwca 2015 podczas show Legend of Wrestling w Citi Field w Nowym Jorku. Pomimo tego, że nie ogłaszano jego występu, Goldberg pojawił się w ringu po walce Roba Van Dama ze Scottem Steinerem, a także później Docowi Gallowsowi wykonał Spear i Jackhammer.
23 stycznia 2016 po raz drugi pojawił się w promocji, gdzie tym razem wykonał Spear Steinerowi po jego pojedynku z Chavo Guerrero.

### Powrót do WWE (od 2016)
31 maja 2016 zostało ogłoszone, że Goldberg będzie bonusową postacią gry video WWE 2K17. Przez lato tego roku, Goldberg i Brock Lesnar (będący na okładce gry) przekomarzali się w mediach społecznościowych. Goldberg pojawił się na gali WWE 2K tydzień przed galą SummerSlam, gdzie rozmyślił na temat powrotu do ringu. 10 października na Raw, menedżer Lesnara, Paul Heyman, zachęcił Goldberga do spotkania się z Lesnaram w ringu. 17 października, Goldberg powrócił do WWE po raz pierwszy od dwunastu lat, gdzie zaakceptował prośbę Heymana. 24 października na Raw, Lesnar i Heyman przerwali wystąpienie Goldberga w ringu. Ogłoszono walkę pomiędzy nimi na gali Survivor Series. Na gali pay-per-view, Goldberg pokonał Lesnara w minutę i 26 sekund wykonując dwa Speary i jeden Jackhammer.
Następnej nocy na Raw, Goldberg podziękował fanom, po czym ogłosił się pierwszym uczestnikiem 2017 Royal Rumble matchu. 2 stycznia 2017 na tygodniówce Raw, Goldberg był gościem segmentu The Kevin Owens Show, gdzie skonfrontował się z Chrisem Jericho i WWE Universal Championem Kevinem Owensem; stwierdził, że wygra Royal Rumble match i zawalczy z Owensem na WrestleManii 33. Podczas Royal Rumble matchu, Goldberg dołączył jako 28. uczestnik i szybko wyeliminował Lesnara, lecz kilka minut później został wyrzucony z ringu przez The Undertakera.
30 stycznia na Raw, Lesnar wyzwał Goldberga do ostatecznej walki na WrestleManii 33. W międzyczasie, Goldberg wyzwał Owensa do walki o Universal Championship na lutowej gali Fastlane, na które zgodził się Jericho. 27 lutego na Raw, Goldberg stwierdził, że jeśli zdobędzie Universal Championship, to będzie go bronił w pojedynku z Lesnarem. Na gali Fastlane, Goldberg pokonał Owensa w 22 sekundy i stał się nowym posiadaczem mistrzostwa. Na WrestleManii 33, 28-dniowe panowanie Goldberga dobiegło końca, gdy Brock Lesnar czysto pokonał go w pięciominutowej walce i odebrał mistrzostwo.

## Mieszane sztuki walki
22 lipca 2006, Goldberg przepracował jako komentator gali King of the Streets promocji World Fighting Alliance (WFA). Zapytany, czy jest zainteresowany wzięciem udziału w pojedynkach, stwierdził: „Niezależnie od wieku chciałbym, lecz ci goście są bardziej doświadczeni ode mnie. Nigdy nie mówię nigdy, lecz nie widzę siebie przerywającego karierę aktorską, moje show, komentatorkę oraz bycie tatą”. 2 czerwca 2007 komentował galę federacji K-1 Dynamite USA.
Organizacja EliteXC wybrała Goldberga jako swojego komentatora gali EliteXC: Destiny z 10 lutego 2007. Brał udział w takich wydarzeniach jak Dynamite!! USA, Strikeforce: Shamrock vs. Baroni, EliteXC: Renegade oraz EliteXC: Street Certified.

## Inne media

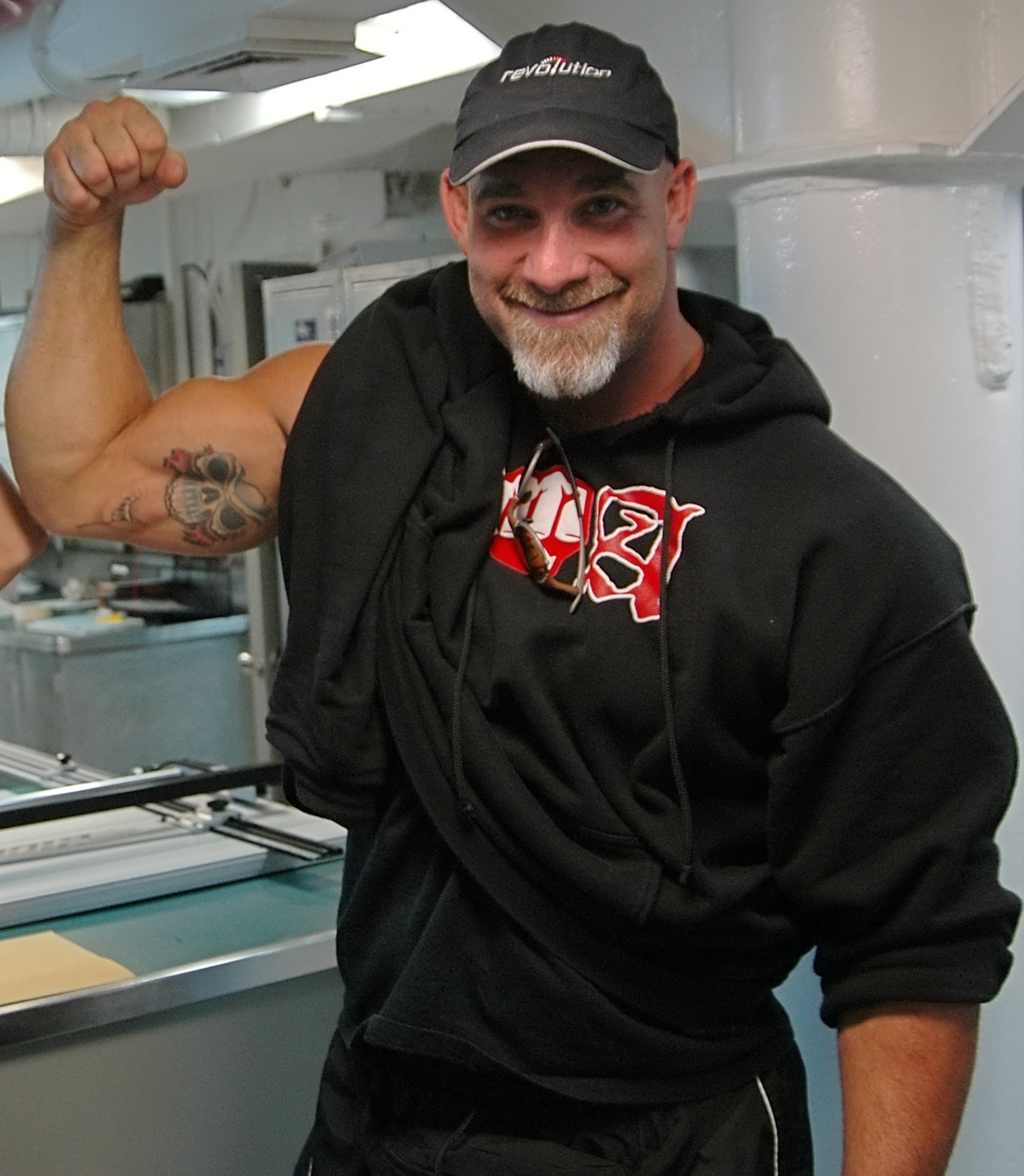
Goldberg w maju 2005

Goldberg sponsorował monster trucka „Goldberg” z Monster Jamu, którego od 2000 do 2001 prowadził Tom Meents. Związane to było z współpracą pomiędzy WCW i firmą FELD Motorsports. Monster truck odnosił sukcesy wygrywając Monster Jam World Finals w 2000 i 2001, a także zdobywając Freestyle Championship w 2001. Przestano z niego korzystać, kiedy WCW zostało kupione przez WWF i zakończono współpracę.
W 2014, Goldberg rozpoczął swój własny podcast Who’s Next?! With Bill Goldberg, w którym co tydzień rozmawia z gośćmi.

### Film i telewizja
Goldberg zaczął karierę filmową podczas pobytu w WCW w 1999. Pojawił się w filmie Uniwersalny żołnierz: Powrót, co wymagało przerwy od występów w ringu. Był gościem specjalnym Hulk Hogan’s Celebrity Championship Wrestling. Pokazywał uczestnikom jak poprawnie wykonywać ruchy w wrestlingu. Prowadził trzy sezony programu Bullrun.
W 2005 wystąpił w filmie Wykiwać klawisza, w którym uczestniczyli również wrestlerzy Kevin Nash, The Great Khali i Stone Cold Steve Austin. Dwa lata później był częścią thrillera Half Past Dead 2. W marcu 2010, Goldberg pojawił się w dziewiątym sezonie programu The Celebrity Apprentice, gdzie w szóstym odcinku został wyeliminowany. W 2016 wystąpił w dokumencie Nine Legends, w którym brali również udział Mike Tyson i Randy Couture.

### Gry video
Goldberg był postacią wielu gier video, w tym WCW Nitro, WCW/nWo Revenge, WCW/nWo Thunder, WCW Mayhem, WCW Backstage Assault, WWE WrestleMania XIX, WWE Raw 2, WWE SmackDown! Here Comes the Pain, WWE 2K14 a także WWE 2K17 (jako bonusowa postać).

## Życie prywatne

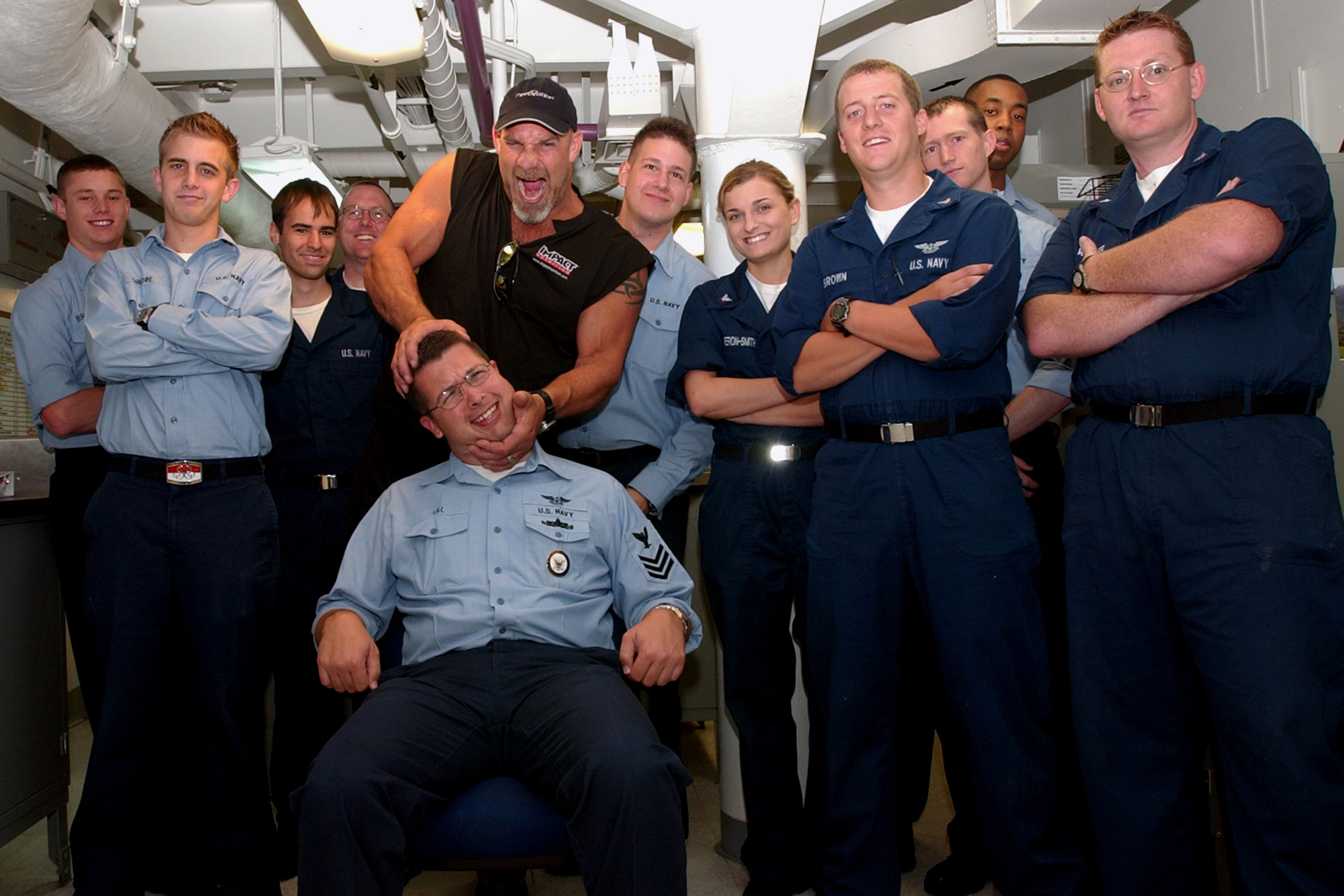
Goldberg w 2005

10 kwietnia 2005, Goldberg poślubił Wandę Ferraton, którą poznał jako kaskaderkę w filmie Santa's Slay. Mają syna Gage'a, wspólnie mieszkają w Bonsall w Kalifornii.
Goldberg jest współwłaścicielem i operatorem Extreme Power Gym, w którym trenuje się tajski boks i amatorski boks. Umiejscowiony jest w Oceanside w Kalifornii. Jest właścicielem ponad 25 klasycznych samochodów, w tym Plymouth Hemi Cuda Convertible i Shelby Cobry 427.
Goldberg jest miłośnikiem zwierząt oraz członkiem Amerykańskiego Towarzystwa Zapobiegania Okrucieństwu wobec Zwierząt (ASPCA). Zachęcał Kongres Stanów Zjednoczonych do skupienia się na karaniu znęcających się nad zwierzętami. Goldberg regularnie spotyka się z dziećmi chorymi na nowotwór.

## Filmografia

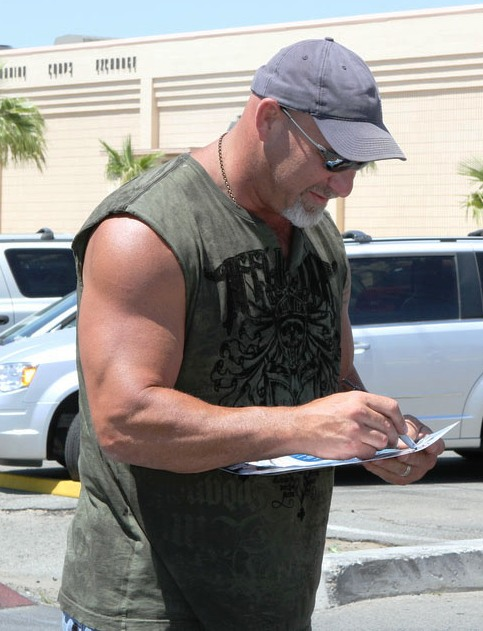
Goldberg podpisujący autograf w 2010

### Film
| Rok  | Tytuł                        | Rola           |
| ---- | ---------------------------- | -------------- |
| 1999 | The Jesse Ventura Story      | Luger          |
| 1999 | Uniwersalny żołnierz: Powrót | Romeo          |
| 2000 | Kibice do dzieła!            | on sam         |
| 2003 | Looney Tunes znowu w akcji   | Mr. Smith      |
| 2005 | Wykiwać klawisza             | Battle         |
| 2005 | Dzieciak i ja                | on sam         |
| 2005 | Zły święty                   | Święty Mikołaj |
| 2007 | Half Past Dead 2             | William Burke  |
| 2010 | Kill Speed                   | Big Bad John   |
| 2010 | Minkow                       | Sax            |
| 2010 | Holly, Jingles and Clyde 3D  | Gus            |
| 2016 | Nine Legends                 | on sam         |
| 2017 | American Satan               | Hawk           |

### Telewizja
| Lata      | Tytuł                                         | Rola                     | Notka                                                       |
| --------- | --------------------------------------------- | ------------------------ | ----------------------------------------------------------- |
| 1998      | The Love Boat: The Next Wave                  | Lou „The Pariah” Maguire | Odcinek: „Captain Courageous"                               |
| 1999      | Dennis Miller Live                            | On sam                   |                                                             |
| 1999      | Louis Theroux's Weird Weekends                | On sam                   | Odcinek: „Wrestling"                                        |
| 1999      | E! True Hollywood Story                       | On sam                   | Odcinek: „Hulk Hogan”                                       |
| 2000      | The Daily Show                                | On sam                   |                                                             |
| 2000      | The Man Show                                  | On sam                   | Odcinek: „Holiday Show 2"                                   |
| 2002      | Tak, kochanie                                 | Big Guy                  | Odcinek: „Walk Like a Man”                                  |
| 2002      | Family Guy                                    | Angry bus passenger      | Odcinek: „Family Guy Viewer Mail 1"                         |
| 2002      | Arliss                                        |                          | Odcinek: „In with the New"                                  |
| 2002      | Kim Kolwiek                                   | Pain King                | Odcinek: „Pain King vs. Cleopatra"                          |
| 2003      | Punk'd                                        | on sam                   |                                                             |
| 2004      | Monster Garage                                | Santa Claus              | Odcinek: „Box-Truck Wrestling Ring"                         |
| 2005      | Modern Marvels                                |                          | Odcinek: „Private Collections"                              |
| 2005      | Gotowe na wszystko                            | Inmate                   | Odcinek: „My Heart Belongs to Daddy"                        |
| 2005      | Biker Build-Off                               | Prowadzący               |                                                             |
| 2005      | Automaniac                                    |                          |                                                             |
| 2005      | Za wszelką cenę                               |                          | Odcinek: „Who’s Playing The Game?"                          |
| 2006      | Pros vs. Joes                                 |                          | Odcinki: „Can You PVJ Champ?” i „Can You Cover Jerry Rice?" |
| 2007      | Prawo i porządek: sekcja specjalna            | Cupid                    | Odcinek: „Loophole"                                         |
| 2007–2010 | Bullrun                                       | Prowadzący               |                                                             |
| 2008      | Hulk Hogan’s Celebrity Championship Wrestling | On sam                   | Odcinek: „In-Ring Psychology"                               |
| 2009      | Czy jesteś mądrzejszy od 5-klasisty?          | On sam                   |                                                             |
| 2009–2011 | Garage Mahal                                  | Prowadzący               |                                                             |
| 2010      | The Celebrity Apprentice                      | on sam                   |                                                             |

## Mistrzostwa i osiągnięcia
- World Championship Wrestling
  - WCW United States Heavyweight Championship (2 razy)[96][97]
  - WCW World Heavyweight Championship (1 raz)[98]
  - WCW World Tag Team Championship (1 raz) – z Bretem Hartem[39]
  - Piąty Triple Crown Champion
- World Wrestling Entertainment/WWE
  - World Heavyweight Championship (1 raz)[99]
  - WWE Universal Championship (2 razy)[100]
- Pro Wrestling Illustrated
  - Powrót roku (2016)
  - Najbardziej inspirujący zawodnik roku (1998)[101]
  - Debiutant roku (1998)[101]
  - PWI umieściło go na 2. miejscu w top 500 wrestlerów rankingu PWI 500 w 1998[102]
  - PWI umieściło go na 75. miejscu w top 500 wrestlerów rankingu PWI Years w 2003[103]
- Wrestling Observer Newsletter
  - Najlepszy debiutant (1998)

### Statystyki pasma zwycięstw
| Data                 | Miejsce                                       | Arena                              | Gala                    | Przeciwnik                                     | Rezultat                               | Rekord |
| -------------------- | --------------------------------------------- | ---------------------------------- | ----------------------- | ---------------------------------------------- | -------------------------------------- | ------ |
| 22 września 1997     | Salt Lake City, Utah                          | E Center                           | Nitro                   | Hugh Morrus                                    | Wygrana poprzez przypięcie             | 1–0    |
| 29 września 1997     | Worcester, Massachusetts                      | Centrum                            | Nitro                   | The Barbarian                                  | Wygrana poprzez przypięcie             | 2–0    |
| 1 października 1997  | Dalton, Georgia                               |                                    | Saturday Night          | Roadblock                                      | Wygrana poprzez przypięcie             | 3–0    |
| 10 października 1997 | Orlando, Floryda                              | Universal Studios                  | WorldWide               | Manny Fernandez                                | Wygrana poprzez przypięcie             | 4–0    |
| 13 października 1997 | Tampa, Floryda                                | Ice Palace                         | Nitro                   | Scotty Riggs                                   | Wygrana poprzez przypięcie             | 5–0    |
| 14 października 1997 | Fort Myers, Floryda                           |                                    | Saturday Night          | Mike Anthony                                   | Wygrana poprzez przypięcie             | 6–0    |
| 20 października 1997 | Biloxi, Mississippi                           | Mississippi Coast Coliseum         | Nitro                   | Wrath                                          | Wygrana poprzez przypięcie             | 7–0    |
| 28 października 1997 | San Bernardino, Kalifornia                    |                                    | Saturday Night          | The Renegade                                   | Wygrana poprzez przypięcie             | 8–0    |
| 2 listopada 1997     | Norfolk, Wirginia                             | Scope                              | House show              | Bobby Eaton                                    | Wygrana poprzez przypięcie             | 9–0    |
| 8 listopada 1997     | Orlando, Floryda                              | Universal Studios                  | WorldWide               | Mark Starr                                     | Wygrana poprzez przypięcie             | 10–0   |
| 13 grudnia 1997      | Orlando, Floryda                              | Universal Studios                  | WorldWide               | Frankie Lancaster                              | Wygrana poprzez przypięcie             | 11–0   |
| 16 grudnia 1997      | Gainesville, Georgia                          | Georgia Mountains Center           | Saturday Night          | The Renegade                                   | Wygrana poprzez przypięcie             | 12–0   |
| 28 grudnia 1997      | Washington, D.C.                              | MCI Center                         | Starrcade               | Steve McMichael                                | Wygrana poprzez przypięcie             | 13–0   |
| 29 grudnia 1997      | Baltimore, Maryland                           | Arena                              | Nitro                   | Glacier                                        | Wygrana poprzez przypięcie             | 14–0   |
| 3 stycznia 1998      | Columbia, Karolina Południowa                 | Township Auditorium                | House show              | Bobby Eaton                                    | Wygrana poprzez przypięcie             | 15–0   |
| 4 stycznia 1998      | Columbus, Georgia                             | Civic Center                       | House show              | Brad Armstrong                                 | Wygrana poprzez przypięcie             | 16–0   |
| 5 stycznia 1998      | Atlanta, Georgia                              | Georgia Dome                       | Nitro                   | Stevie Ray                                     | Wygrana poprzez przypięcie             | 17–0   |
| 6 stycznia 1998      | Rome, Georgia                                 | Forum                              | Saturday Night          | Barry Horowitz                                 | Wygrana poprzez przypięcie             | 18–0   |
| 8 stycznia 1998      | Daytona Beach, Floryda                        | Ocean Center                       | Thunder                 | Steve McMichael                                | Wygrana poprzez przypięcie             | 19–0   |
| 12 stycznia 1998     | Jacksonville, Floryda                         | Coliseum                           | Nitro                   | Jerry Flynn                                    | Wygrana poprzez przypięcie             | 20–0   |
| 20 stycznia 1998     | Thibodaux, Luizjana                           | Civic Center                       | Saturday Night          | Mike Tolbert                                   | Wygrana poprzez przypięcie             | 21–0   |
| 20 stycznia 1998     | Thibodaux, Luizjana                           | Civic Center                       | Saturday Night          | Meng                                           | Wygrana poprzez przypięcie             | 22–0   |
| 22 stycznia 1998     | Huntsville, Alabama                           | Von Braun Civic Center             | Thunder                 | Kendall Windham                                | Wygrana poprzez przypięcie             | 23–0   |
| 26 stycznia 1998     | Fort Wayne, Indiana                           | Allen County War Memorial Coliseum | Nitro                   | Brad Armstrong                                 | Wygrana poprzez przypięcie             | 24–0   |
| 29 stycznia 1998     | Memphis, Tennessee                            | Mid-South Coliseum                 | Thunder                 | Yuji Nagata                                    | Wygrana poprzez przypięcie             | 25–0   |
| 31 stycznia 1998     | Boston, Massachusetts                         | Fleet Center                       | Boston Brawl            | Sgt. Buddy Lee Parker                          | Wygrana poprzez przypięcie             | 26–0   |
| 2 lutego 1998        | San Antonio, Teksas                           | AlamoDome                          | Nitro                   | Mark Starr                                     | Wygrana poprzez przypięcie             | 27–0   |
| 3 lutego 1998        | Corpus Christi, Teksas                        |                                    | Saturday Night          | Disco Inferno                                  | Wygrana poprzez przypięcie             | 28–0   |
| 5 lutego 1998        | Beaumont, Teksas                              | Civic Center                       | Thunder                 | Jim Powers                                     | Wygrana poprzez przypięcie             | 29–0   |
| 9 lutego 1998        | El Paso, Teksas                               | Don Haskins Center                 | Nitro                   | Lord Steven Regal                              | Wygrana poprzez przypięcie             | 30–0   |
| 12 lutego 1998       | Oklahoma City, Oklahoma                       | Myriad                             | Thunder                 | Glacier                                        | Wygrana poprzez przypięcie             | 31–0   |
| 13 lutego 1998       | Springfield, Missouri                         | Shrine Mosque                      | House show              | Steve McMichael                                | Wygrana poprzez przypięcie             | 32–0   |
| 14 lutego 1998       | Kansas City, Kansas                           | Memorial Hall                      | House show              | Steve McMichael                                | Wygrana poprzez przypięcie             | 33–0   |
| 14 lutego 1998       | Orlando, Floryda                              | Universal Studios                  | WorldWide               | Joey Maggs                                     | Wygrana poprzez przypięcie             | 34–0   |
| 16 lutego 1998       | Tampa, Floryda                                | Fairgrounds                        | Nitro                   | Hugh Morrus                                    | Wygrana poprzez przypięcie             | 35–0   |
| 17 lutego 1998       | Palmetto, Floryda                             | Manatee Civic Center               | Saturday Night          | Jerry Flynn                                    | Wygrana poprzez przypięcie             | 36–0   |
| 19 lutego 1998       | Birmingham, Alabama                           | Jefferson Civic Center             | Thunder                 | Fit Finlay                                     | Wygrana poprzez przypięcie             | 37–0   |
| 22 lutego 1998       | San Francisco, Kalifornia                     | Cow Palace                         | SuperBrawl VIII         | Brad Armstrong                                 | Wygrana poprzez przypięcie             | 38–0   |
| 26 lutego 1998       | Cedar Rapids, Iowa                            | Five Seasons Center                | Thunder                 | Rick Fuller                                    | Wygrana poprzez przypięcie             | 39–0   |
| 2 marca 1998         | Filadelfia, Pensylwania                       | Corestates Spectrum                | Nitro                   | Sick Boy                                       | Wygrana poprzez przypięcie             | 40–0   |
| 3 marca 1998         | Johnstown, Pensylwania                        | Cambria County Civic Center        | Nitro                   | Chase Tatum                                    | Wygrana poprzez przypięcie             | 41–0   |
| 5 marca 1998         | Columbus, Ohio                                | Convention Center                  | Thunder                 | Vincent                                        | Wygrana poprzez przypięcie             | 42–0   |
| 6 marca 1998         | Pittsburgh, Pensylwania                       | Palumbo Center                     | House show              | Yuji Nagata                                    | Wygrana poprzez przypięcie             | 43–0   |
| 7 marca 1998         | Charleston, West Virginia                     | Civic Center                       | House show              | Yuji Nagata                                    | Wygrana poprzez przypięcie             | 44–0   |
| 7 marca 1998         | Orlando, Floryda                              | Universal Studios                  | Saturday Night          | Jerry Flynn                                    | Wygrana poprzez przypięcie             | 45–0   |
| 8 marca 1998         | Johnson City, Tennessee                       | Freedom Hall                       | House show              | Yuji Nagata                                    | Wygrana poprzez przypięcie             | 46–0   |
| 9 marca 1998         | Winston-Salem, Karolina Północna              | Lawrence Joel Memorial Coliseum    | Nitro                   | Barry Darsow                                   | Wygrana poprzez przypięcie             | 47–0   |
| 16 marca 1998        | Panama City, Floryda                          | Club La Vela                       | Nitro                   | Lodi                                           | Wygrana poprzez przypięcie             | 48–0   |
| 18 marca 1998        | Terre Haute, Indiana                          | Hulman Center                      | Thunder                 | Wayne Bloom                                    | Wygrana poprzez przypięcie             | 49–0   |
| 19 marca 1998        | Troy, Ohio                                    | Hobart Arena                       | House show              | Brad Armstrong                                 | Wygrana poprzez przypięcie             | 50–0   |
| 20 marca 1998        | Hammond, Indiana                              |                                    | House show              | Brad Armstrong                                 | Wygrana poprzez przypięcie             | 51–0   |
| 22 marca 1998        | Cincinnati, Ohio                              | The Crown                          | House show              | Brad Armstrong                                 | Wygrana poprzez przypięcie             | 52–0   |
| 23 marca 1998        | Louisville, Kentucky                          | Freedom Hall                       | Nitro                   | The Renegade                                   | Wygrana poprzez przypięcie             | 53–0   |
| 25 marca 1998        | Baltimore, Maryland                           |                                    | House show              | Jerry Flynn                                    | Wygrana poprzez przypięcie             | 54–0   |
| 26 marca 1998        | Fairfax, Wirginia                             | Patriot Center                     | Thunder                 | Jerry Flynn                                    | Wygrana poprzez przypięcie             | 55–0   |
| 27 marca 1998        | Charlottesville, Wirginia                     |                                    | House show              | Jerry Flynn                                    | Wygrana poprzez przypięcie             | 56–0   |
| 28 marca 1998        | Orlando, Floryda                              | Universal Studios                  | WorldWide               | Johnny Swinger                                 | Wygrana poprzez przypięcie             | 57–0   |
| 28 marca 1998        | Auburn Hills, Michigan                        | Palace                             | House show              | Jerry Flynn                                    | Wygrana poprzez przypięcie             | 58–0   |
| 29 marca 1998        | Milwaukee, Wisconsin                          |                                    | House show              | Jerry Flynn                                    | Wygrana poprzez przypięcie             | 59–0   |
| 30 marca 1998        | Chicago, Illinois                             | United Center                      | Nitro                   | Ray Traylor                                    | Wygrana poprzez przypięcie             | 60–0   |
| 2 kwietnia 1998      | Tampa, Floryda                                | Ice Palace                         | Thunder                 | Jerry Flynn                                    | Wygrana poprzez przypięcie             | 61–0   |
| 3 kwietnia 1998      | Orlando, Floryda                              | Universal Studios                  | WorldWide               | Jerry Flynn                                    | Wygrana poprzez przypięcie             | 62–0   |
| 4 kwietnia 1998      | Orlando, Floryda                              | Universal Studios                  | WorldWide               | Terrance Black                                 | Wygrana poprzez przypięcie             | 63–0   |
| 4 kwietnia 1998      | Orlando, Floryda                              | Universal Studios                  | WorldWide               | John Nord                                      | Wygrana poprzez przypięcie             | 64–0   |
| 4 kwietnia 1998      | Orlando, Floryda                              | Universal Studios                  | WorldWide               | Bobby Blaze                                    | Wygrana poprzez przypięcie             | 65–0   |
| 4 kwietnia 1998      | Orlando, Floryda                              | Universal Studios                  | WorldWide               | Jerry Flynn                                    | Wygrana poprzez przypięcie             | 66–0   |
| 6 kwietnia 1998      | Miami, Floryda                                | Miami Arena                        | Nitro                   | Van Hammer                                     | Wygrana poprzez przypięcie             | 67–0   |
| 10 kwietnia 1998     | Montgomery, Alabama                           |                                    | House show              | Fit Finlay                                     | Wygrana poprzez przypięcie             | 68–0   |
| 11 kwietnia 1998     | Chattanooga, Tennessee                        | UTC Arena                          | House show              | Fit Finlay                                     | Wygrana poprzez przypięcie             | 69–0   |
| 13 kwietnia 1998     | Minneapolis, Minnesota                        | Target Center                      | Nitro                   | Rocco Rock                                     | Wygrana poprzez przypięcie             | 70–0   |
| 14 kwietnia 1998     | Mankato, Minnesota                            |                                    | Saturday Night          | Van Hammer                                     | Wygrana poprzez przypięcie             | 71–0   |
| 16 kwietnia 1998     | Fargo, Dakota Północna                        | FargoDome                          | Thunder                 | Barry Darsow                                   | Wygrana poprzez przypięcie             | 72–0   |
| 19 kwietnia 1998     | Denver, Kolorado                              | Coliseum                           | Spring Stampede         | Perry Saturn                                   | Wygrana poprzez przypięcie             | 73–0   |
| 20 kwietnia 1998     | Colorado Springs, Kolorado                    | World Arena                        | Nitro                   | WCW United States Heavyweight Champion Raven   | Wygrana poprzez przypięcie             | 74–0   |
| 22 kwietnia 1998     | Columbia, Karolina Południowa                 | Carolina Coliseum                  | Thunder                 | Mike Enos                                      | Wygrana poprzez przypięcie             | 75–0   |
| 27 kwietnia 1998     | Norfolk, Wirginia                             | Scope                              | Nitro                   | Scott Norton                                   | Wygrana poprzez przypięcie             | 76–0   |
| 27 kwietnia 1998     | Norfolk, Wirginia                             | Scope                              | Nitro                   | Jerry Flynn                                    | Wygrana poprzez przypięcie             | 77–0   |
| 28 kwietnia 1998     | Salisbury, Maryland                           |                                    | House show              | Scott Norton                                   | Wygrana poprzez przypięcie             | 78–0   |
| 5 maja 1998          | Springfield, Illinois                         |                                    | Saturday Night          | Van Hammer                                     | Wygrana poprzez przypięcie             | 79–0   |
| 5 maja 1998          | Springfield, Illinois                         |                                    | Saturday Night          | Yuji Nagata                                    | Wygrana poprzez przypięcie             | 80–0   |
| 6 maja 1998          | Des Moines, Iowa                              | Veterans Memorial Coliseum         | House show              | Perry Saturn                                   | Wygrana poprzez przypięcie             | 81–0   |
| 9 maja 1998          | Wichita, Kansas                               |                                    | House show              | Perry Saturn                                   | Wygrana poprzez przypięcie             | 82–0   |
| 11 maja 1998         | Kansas City, Missouri                         | Kemper Arena                       | Nitro                   | Len Denton                                     | Wygrana poprzez przypięcie             | 83–0   |
| 14 maja 1998         | Durham, Karolina Północna                     | Whittemore Center Arena            | Thunder                 | Sick Boy                                       | Wygrana poprzez przypięcie             | 84–0   |
| 15 maja 1998         | Bangor, Maine                                 |                                    | House show              | Perry Saturn                                   | Wygrana poprzez przypięcie             | 85–0   |
| 16 maja 1998         | Amherst, Massachusetts                        | Mullins Center                     | House show              | Perry Saturn                                   | Wygrana poprzez przypięcie             | 86–0   |
| 17 maja 1998         | Worcester, Massachusetts                      | Centrum                            | Slamboree               | Perry Saturn                                   | Wygrana poprzez przypięcie             | 87–0   |
| 18 maja 1998         | Providence, Rhode Island                      | Civic Center                       | Nitro                   | Glacier                                        | Wygrana poprzez przypięcie             | 88–0   |
| 25 maja 1998         | Evansville, Indiana                           | Roberts Municipal Auditorium       | Nitro                   | Johnny Attitude                                | Wygrana poprzez przypięcie             | 89–0   |
| 26 maja 1998         | Memphis, Tennessee                            | Mid-South Coliseum                 | House show              | Perry Saturn                                   | Wygrana poprzez przypięcie             | 90–0   |
| 27 maja 1998         | Nashville, Tennessee                          | Municipal Auditorium               | Thunder                 | Barry Horowitz                                 | Wygrana poprzez przypięcie             | 91–0   |
| 1 czerwca 1998       | Washington, D.C.                              | MCI Center                         | Nitro                   | La Parka                                       | Wygrana poprzez przypięcie             | 92–0   |
| 4 czerwca 1998       | Peoria, Illinois                              | Civic Center                       | Thunder                 | The Barbarian and Hugh Morrus                  | Wygrana poprzez przypięcie             | 93–0   |
| 5 czerwca 1998       | Muncie, Indiana                               |                                    | House show              | Perry Saturn                                   | Wygrana poprzez przypięcie             | 94–0   |
| 6 czerwca 1998       | Fort Wayne, Indiana                           |                                    | House show              | Perry Saturn                                   | Wygrana poprzez przypięcie             | 95–0   |
| 7 czerwca 1998       | Grand Rapids, Michigan                        | Van Andel Arena                    | House show              | Perry Saturn                                   | Wygrana poprzez przypięcie             | 96–0   |
| 8 czerwca 1998       | Auburn Hills, Michigan                        | The Palace                         | Nitro                   | Chavo Guerrero Jr.                             | Wygrana poprzez przypięcie             | 97–0   |
| 9 czerwca 1998       | Saginaw, Michigan                             | Civic Center                       | Saturday Night          | Raven                                          | Wygrana poprzez przypięcie             | 98–0   |
| 13 czerwca 1998      | Pittsburgh, Pensylwania                       |                                    | House show              | Konnan                                         | Wygrana poprzez przypięcie             | 99–0   |
| 13 czerwca 1998      | Pittsburgh, Pensylwania                       |                                    | House show              | Sting                                          | Wygrana poprzez przypięcie             | 100–0  |
| 14 czerwca 1998      | Baltimore, Maryland                           | Arena                              | The Great American Bash | Konnan                                         | Wygrana poprzez przypięcie             | 101–0  |
| 17 czerwca 1998      | Filadelfia, Pensylwania                       | Corestates Spectrum                | Thunder                 | Reese                                          | Wygrana poprzez przypięcie             | 102–0  |
| 22 czerwca 1998      | Jacksonville, Floryda                         | Coliseum                           | Nitro                   | Rick Fuller                                    | Wygrana poprzez przypięcie             | 103–0  |
| 24 czerwca 1998      | Orlando, Floryda                              |                                    | Thunder dark match      | Fit Finlay                                     | Wygrana poprzez przypięcie             | 104–0  |
| 29 czerwca 1998      | Tampa, Floryda                                | Ice Palace                         | Nitro                   | Glacier                                        | Wygrana poprzez przypięcie             | 105–0  |
| 6 lipca 1998         | Atlanta, Georgia                              | Georgia Dome                       | Nitro                   | Scott Hall                                     | Wygrana poprzez przypięcie             | 106–0  |
| 6 lipca 1998         | Atlanta, Georgia                              | Georgia Dome                       | Nitro                   | WCW World Heavyweight Champion Hollywood Hogan | Wygrana poprzez przypięcie             | 107–0  |
| 7 lipca 1998         | Macon, Georgia                                | Coliseum                           | Saturday Night          | Scott Hall                                     | Wygrana poprzez przypięcie             | 108–0  |
| 8 lipca 1998         | Birmingham, Alabama                           | BJCC                               | Thunder dark match      | Scott Hall                                     | Wygrana poprzez przypięcie             | 109–0  |
| 10 lipca 1998        | Inglewood, Kalifornia                         | Great Western Forum                | LA Melee                | Curt Hennig                                    | Wygrana poprzez przypięcie             | 110–0  |
| 12 lipca 1998        | San Diego, Kalifornia                         | Cox Arena                          | Bash at the Beach       | Curt Hennig                                    | Wygrana poprzez przypięcie             | 111–0  |
| 13 lipca 1998        | Las Vegas, Nevada                             | MGM Grand                          | Nitro                   | Curt Hennig                                    | Wygrana poprzez przypięcie             | 112–0  |
| 16 lipca 1998        | Oakland, Kalifornia                           | Coliseum                           | Thunder dark match      | The Giant                                      | Wygrana poprzez przypięcie             | 113–0  |
| 17 lipca 1998        | Sacramento, Kalifornia                        |                                    | House show              | Curt Hennig                                    | Wygrana poprzez przypięcie             | 114–0  |
| 18 lipca 1998        | Spokane, Washington                           |                                    | House show              | Curt Hennig                                    | Wygrana poprzez przypięcie             | 115–0  |
| 19 lipca 1998        | Yakima, Washington                            | Sun Dome                           | House show              | Curt Hennig                                    | Wygrana poprzez przypięcie             | 116–0  |
| 20 lipca 1998        | Salt Lake City, Utah                          | E Center                           | Nitro dark match        | The Giant                                      | Wygrana poprzez przypięcie             | 117–0  |
| 26 lipca 1998        | Nowy Jork, Nowy Jork                          | Goodwill Games                     | House show              | Curt Hennig                                    | Wygrana poprzez przypięcie             | 118–0  |
| 27 lipca 1998        | San Antonio, Teksas                           | AlamoDome                          | Nitro                   | Brian Adams                                    | Wygrana poprzez przypięcie             | 119–0  |
| 27 lipca 1998        | San Antonio, Teksas                           | AlamoDome                          | Nitro dark match        | The Giant                                      | Wygrana poprzez przypięcie             | 120–0  |
| 3 sierpnia 1998      | Denver, Kolorado                              | Coliseum                           | Nitro dark match        | The Giant                                      | Wygrana poprzez przypięcie             | 121–0  |
| 5 sierpnia 1998      | Casper, Wyoming                               | Events Center                      | Thunder dark match      | The Giant                                      | Wygrana poprzez przypięcie             | 122–0  |
| 8 sierpnia 1998      | Sturgis, Dakota Południowa                    | Sturgis Motorcycle Rally           | Road Wild               | The Giant                                      | Wygrana poprzez przypięcie             | 123–0  |
| 10 sierpnia 1998     | Rapid City, Dakota Południowa                 | Rushmore Plaza Civic Center        | Nitro                   | Meng                                           | Wygrana poprzez przypięcie             | 124–0  |
| 13 sierpnia 1998     | Fargo, Dakota Północna                        | FargoDome                          | Thunder dark match      | The Giant                                      | Wygrana poprzez przypięcie             | 125–0  |
| 17 sierpnia 1998     | Hartford, Connecticut                         | Civic Center                       | Nitro                   | The Giant                                      | Wygrana poprzez dyskwalifikację        | 126–0  |
| 26 sierpnia 1998     | Peoria, Illinois                              | Civic Center                       | Thunder dark match      | The Giant                                      | Wygrana poprzez przypięcie             | 127–0  |
| 31 sierpnia 1998     | Miami, Floryda                                | Miami Arena                        | Nitro                   | Al Green                                       | Wygrana poprzez przypięcie             | 128–0  |
| 7 września 1998      | Pensacola, Floryda                            |                                    | Nitro                   | Scott Putski                                   | Wygrana poprzez przypięcie             | 129–0  |
| 10 września 1998     | Lexington, Kentucky                           | Rupp Arena                         | Thunder                 | Rick Fuller                                    | Wygrana poprzez przypięcie             | 130–0  |
| 11 września 1998     | Cincinnati, Ohio                              |                                    | House show              | The Giant                                      | Wygrana poprzez przypięcie             | 131–0  |
| 14 września 1998     | Greensville, Karolina Południowa              | BiLo Center                        | Nitro                   | Sting                                          | Wygrana poprzez przypięcie             | 132–0  |
| 24 września 1998     | Norfolk, Wirginia                             | Scope                              | Thunder                 | Chris Kanyon                                   | Wygrana poprzez przypięcie             | 133–0  |
| 24 września 1998     | Norfolk, Wirginia                             | Scope                              | Thunder                 | Raven                                          | Wygrana poprzez przypięcie             | 134–0  |
| 25 września 1998     | Baltimore, Maryland                           | Arena                              | House show              | The Giant                                      | Wygrana poprzez przypięcie             | 135–0  |
| 26 września 1998     | Fairfax, Wirginia                             | Patriot Center                     | House show              | Sting                                          | Wygrana poprzez przypięcie             | 136–0  |
| 1 października 1998  | Norfolk, Wirginia                             |                                    | Thunder                 | Raven                                          | Wygrana poprzez przypięcie             | 137–0  |
| 5 października 1998  | Columbia, Karolina Południowa                 | Carolina Coliseum                  | Nitro                   | Disco Inferno                                  | Wygrana poprzez przypięcie             | 138–0  |
| 10 października 1998 | Dayton, Ohio                                  |                                    | House show              | The Giant                                      | Wygrana poprzez przypięcie             | 139–0  |
| 10 października 1998 | Columbus, Ohio                                |                                    | House show              | The Giant                                      | Wygrana poprzez przypięcie             | 140–0  |
| 11 października 1998 | Milwaukee, Wisconsin                          |                                    | House show              | The Giant                                      | Wygrana poprzez przypięcie             | 141–0  |
| 12 października 1998 | Chicago, Illinois                             | United Center                      | Nitro                   | The Giant                                      | Wygrana poprzez wyliczenie pozaringowe | 142–0  |
| 20 października 1998 | Mankato, Minnesota                            |                                    | Thunder dark match      | Meng                                           | Wygrana poprzez przypięcie             | 143–0  |
| 21 października 1998 | Duluth, Minnesota                             | DECC                               | House show              | Scott Hall                                     | Wygrana poprzez przypięcie             | 144–0  |
| 25 października 1998 | Las Vegas, Nevada                             | MGM Grand                          | Halloween Havoc         | Diamond Dallas Page                            | Wygrana poprzez przypięcie             | 145–0  |
| 6 listopada 1998     | Charleston, West Virginia                     | Civic Center                       | House show              | The Giant                                      | Wygrana poprzez przypięcie             | 146–0  |
| 7 listopada 1998     | Pittsburgh, Pensylwania                       | Palumbo Center                     | House show              | The Giant                                      | Wygrana poprzez przypięcie             | 147–0  |
| 8 listopada 1998     | Johnstown, Pensylwania                        |                                    | House show              | The Giant                                      | Wygrana poprzez przypięcie             | 148–0  |
| 9 listopada 1998     | Long Island, Nowy Jork                        | Nassau Coliseum                    | Nitro                   | Meng                                           | Wygrana poprzez przypięcie             | 149–0  |
| 12 listopada 1998    | Roanoke, Wirginia                             | Roanoke Civic Center               | Thunder dark match      | The Giant                                      | Wygrana poprzez przypięcie             | 150–0  |
| 23 listopada 1998    | Grand Rapids, Michigan Universal Championship | Van Andel Arena                    | Nitro                   | The Giant                                      | Wygrana poprzez przypięcie             | 151–0  |
| 18 grudnia 1998      | Tulsa, Oklahoma                               |                                    | House show              | The Giant                                      | Wygrana poprzez przypięcie             | 152–0  |
| 19 grudnia 1998      | Springfield, Missouri                         | Shrine Mosque                      | House show              | The Giant                                      | Wygrana poprzez przypięcie             | 153–0  |
| 20 grudnia 1998      | Kansas City, Missouri                         | Kemper Arena                       | House show              | Bam Bam Bigelow                                | Wygrana poprzez przypięcie             | 154–0  |
| 21 grudnia 1998      | St Louis, Missouri                            | TWA Dome                           | Nitro                   | Scott Hall                                     | Wygrana poprzez dyskwalifikację        | 155–0  |
| 27 grudnia 1998      | Washington, D.C.                              | MCI Center                         | Starrcade               | Kevin Nash                                     | Przegrana poprzez przypięcie           | 155–1  |